# ینگ‌آباد چای
ینگ آبادچای، روستایی از توابع بخش مرکزی شهرستان میانه در استان آذربایجان شرقی ایران است.

## جمعیت
این روستا در دهستان شیخ درآباد قرار دارد و براساس سرشماری مرکز آمار ایران در سال ۱۳۸۵، جمعیت آن ۱۷۸ نفر (۴۳خانوار) بوده‌است.